# 切捨御免

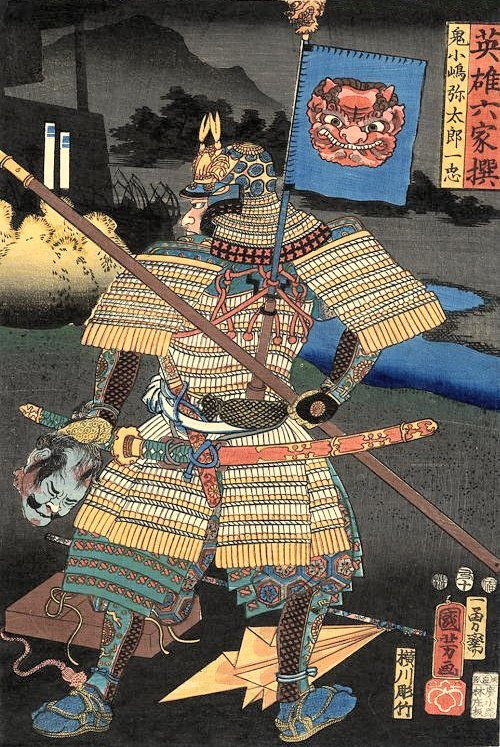
武士と斬首刑（歌川国芳）

切捨御免（きりすてごめん、斬捨御免）とは苗字帯刀とともに、江戸時代に武士への無礼を止めるように注意後も無礼を働き続けた場合に限り認められた殺人への後世の呼称である。当時の呼称は史料においては「手討」「打捨」である。切捨御免は最下級武士である足軽にも認められていたものの、無礼の様子の目撃者などの証拠や正当な理由が確認出来ない場合、所定の手続きをしなかった場合、違法である「辻斬り」として処罰された。

## 概要
近世において武士が耐え難い「無礼」を受けた時は、斬っても処罰されないとされる。これは『公事方御定書』71条追加条に記されている。
実態としては、喧嘩による斬り捨て御免も「無礼討ち」として処理されていた。西洋では近代以前には決闘による名誉回復があったが、これに対して日本の切捨御免は、幕藩体制を維持するための観点から認められていたと考えられている。
なお、「切捨御免」という言葉は江戸時代のものではなく、史料においては「手討」「打捨」などと表現されている。

## 「無礼」とは
相手に対して失礼な態度を意味し、発言の場合（例えば目上あるいは年上の人に敬語を使わない、もしくは失礼な喋り方をする等）は口下手ともいわれている。
また、ある言動や行為を「無礼」（当時は、「不法」「慮外」とも表現された）なものとみなすかどうかは個人によって相違があったと考えられるが、幕府や藩によって手討ちの対象たりうると認可された「無礼」は、2段階より構成されたと考えられる。
武士に故意に衝突、及び妨害行為があった場合、これら一連の行為や言動が「無礼」「不法」「慮外」なものととらえられている。
無礼討ちには、武士に対する名誉侵害の回復という要素と、その生命を脅かす攻撃から自身の身を守る正当防衛の要素が含まれていた。
諸藩は江戸在勤者に対し、直接切捨御免には言及していないものの、「町民と諍いを起こさずにくれぐれも自重すべき」旨の訓令をたびたび発した記録が残っている。町民の中には、粋をてらったり、度胸試しのために故意に武士を挑発する言動をする者もいたという。そのようなトラブルを避けるために江戸中期以降にはこのような芝居小屋・銭湯などの大抵の公共施設では刀を預ける刀架所が下足所の横に設けられた。また諸大名家は江戸町奉行の与力・同心には毎年のように付け届けを行っており、彼らは正規の俸禄の数倍に相当する実収入を得ていた。
以上のように切捨御免は武士の特権として一般的に認められてはいたものの、気ままに実行出来るようなものではないため、実際に切捨御免を行い、認められた事案はそれほど多くはない。江戸後期になると、江戸市中での行列では通行人の妨げにならぬよう行列の途中で間隔をあけ、通行人の横断が許可された。また、人命に係わる職業である医者と産婆も「通り抜け御免」として行列の通過が許可された。

## 実例
尾張藩家臣、朋飼佐平治は雨傘を差して路上を歩いている際に町人と突き当たった。佐平治が詫びを入れるよう咎めたのにもかかわらず、町人は無視してそのまま立ち去ろうとしたので、佐平治はそれを無礼とみなし町人を手討ちにしようとした。しかし佐平治は無防備の町人を手討ちにするのは武士の名折れだと考え、自らの脇差を相手に渡して果たし合いの形式をとろうとしたが、町人はその脇差を持ったまま逃走し、「余れ佐平治をふみたり（打ち負かす）」とあたかも自らが脇差を勝ち取ったかのごとく触れ回った。悪評を立てられた佐平治は、雪辱を必ず果たす旨の書置を残し、武士の体面を守るために町人の家を突き止め妻・子供もろとも撫で切りにし、血筋を根絶やしにした。
1709年（宝永6年）、戸田内蔵助の一行が江戸木挽町を通過した際、町人が偶然に行列を横切ろうとしたので、お供の者がそれを咎めると、町人は逆に悪口を言ってきた。お供が町人を掴んで投げ飛ばすが、町人は更に悪口を言ってくる。籠の中からそれを見ていた内蔵助は町人の切り捨てを命じ、町人は無礼討ちにされた。後日この事件を幕府に届け出たが、お咎めは無かった。また、1768年（明和5年）に岡山藩士が幕領内で起こした無礼を理由とした手討ちについて、道中奉行は無礼討ちに当たると認定してお咎め無しと判断、そればかりでなく当該行為を「御賞美」した。岡山藩でも無礼を理由として手討ち事件が起こった場合、在方からの届けと証人の証言を元にして無礼があったと認定されれば、無礼討ちと認定され処罰されなかった事例があった。
徳島藩では林吉右衛門が藩の禁令だった夜間の相撲見物をしていた際に町人を無礼討ちした件について、相撲見物の件を咎める一方で無礼討ちの件では咎めなかった。同じく徳島藩の星合茂右衛門が家臣と銭湯入浴に出かけた際に町人を無礼討ちした件でも、藩の禁令だった家臣の入浴については咎められたが無礼討ちの件は咎められなかった。その他に、無礼討ちが咎められても軽い処罰で済まされる場合も見られた。
無礼討ちの実態を、慶安から元文までの江戸時代前・中期の、約90年間の徳島藩の事例でみると、11件発生している（そのほか家来手討ちが17件）。その中には百姓二人を無礼討ちにして追放になった例もあるが、武士に対しては、自己に属する家来であればもちろんのこと、庶民であっても無礼な行為があったと認識すれば手討ちをする身分上の特権が認められていたことはあきらかであった。
幕末の志士芹沢鴨は、大坂で力士と喧嘩になり、これを切り捨てたが、無礼討ちとして届け出ている。
薩英戦争の原因となった生麦事件も、薩摩藩側にとっては大名行列に対するルールを侵した英国人に対する当然の無礼討ちであった。
切捨御免の制度は、1871年（明治4年）8月17日の太政官布告で正式に廃止された。